# Mohamed Brahmi
Mohamed Brahmi (en árabe: محمد براهمي; n. 15 de mayo de 1955 - 25 de julio de 2013) fue un político tunecino. Brahmi fue el fundador y exdirigente del Movimiento Popular, que, bajo su liderazgo, ganó dos escaños en las elecciones constituyentes en 2011.

## Política
Brahmi fue un miembro activo de los Estudiantes Árabes Progresista Unionista hasta 2005, momento en el que él se fue y fundó el Movimiento Unionista Nasserista, un partido ilegal bajo el gobierno de Ben Ali. Después de la revolución tunecina, fundó el Movimiento Popular y se convirtió en el secretario general del grupo. El partido más tarde se unió al Frente Popular el 13 de abril de 2013. Sin embargo, Brahmi y otros miembros del Movimiento de Izquierda al frente, el 7 de julio, debido a las críticas de los líderes centrales y regionales de los movimientos más de la cooperación con el frente.